# Иванов, Павел Никандрович
Павел Никандрович Иванов (30 августа 1906, Архангельская губерния — 28 октября 2002, Ростов-на-Дону) — начальник Ленского речного пароходства, Герой Социалистического Труда (1966).

## Биография
Родился 30 августа 1906 года в селе Несь Мезенского уезда Архангельской губернии (ныне Заполярного района Ненецкого автономного округа Архангельской области) в семье поморского крестьянина. Рос и учился в селе Оксино того же района, здесь окончил 3 класса церковно-приходской школы. С детства трудился в хозяйстве отца.
Как и большинство сверстников тех лет принимал активное участие в общественной деятельности. В разное время занимал должности: секретарь сельсовета, секретарь райкома комсомола. В феврале 1932 года в деревне Бедовое была создана рыболовецкая артель «Бедовская», председателем которой был избран П. Н. Иванов.
В 28 лет поступил в Ленинградский институт инженеров водного транспорта, по окончании которого получил диплом инженера-гидротехника. Трудовую деятельность по специальности в Печорском бассейновом управлении водных путей, и уже через год стал начальником этого управления, а через семь лет стал начальником Печорского речного пароходства.
В декабре 1954 года П. Н. Иванов был назначен начальником Ленского речного пароходства, самого отдаленного в стране. С его приходом начались значительные преобразования в судоходстве, коренные изменения в транспортной системе республики, основой которой служил Северный морской путь.
Уже через год работы он поднял вопрос о создании на Лене единого пароходства. Укрупнение водно-транспортной структуры в бассейне было обусловлено объективным следствием выхода железной дороги на Лену и изменением в связи с этим направления грузопотоков. В 1957 году в состав Ленского речного пароходства вошло «Лензолотофлот», а также флотилии управлений речного транспорта Якутии и Иркутской области. В этом же году Ленское речное пароходство стало единым в границах географического Ленского речного бассейна.
Линия на объединение технологически неразрывных частей транспортной цепи была продолжена и дальше. В 1959 году к Ленскому пароходству присоединяется Янское речное пароходство «Дальстроя». Это было естественным ходом развития транспортной логики — основной объём грузов на Яну стал доставляться через Осетровско-Ленское направление, то есть Ленским речным пароходством в прямом смешанном железнодорожно-водном сообщении.
За счет масштабности маневра флотом, качественного улучшения координации железнодорожного и речного транспорта объединение открыло возможность для повышения пропускной способности транспортной системы, быстрого развития железнодорожно-водного транзита. Города и перевалочные пункты Ленского бассейна стали адресатами единой транспортной сети страны. Быстро зародились и стали расти перевозки грузов в контейнерах и в укрупненных пакетах, нефтепродуктов наливом. В Ленский бассейн пришли самые современные транспортно-коммерческие технологии. Все это стимулировало рост грузопотоков на Лену, и особенно в Якутию.
Было прекращено строительство деревянного несамоходного тоннажа, увеличивается темп постройки танкеров прибрежного плавания — новейшего типа судов, впервые появившегося в стране именно на Лене. В топливном балансе флота исчезли сначала дрова, а затем и каменный уголь. Повысились темпы усовершенствования водных путей — начато планомерное увеличение глубин судовых ходов, внедрялось электроосвещаемая судоходная обстановка.
За 10 лет с момента объединения пароходств производительность труда на перевозках повышена в 2,4 раза, а себестоимость снижена на 45 %. В результате устойчивого снижения себестоимости ещё в 50-х годах пароходство стало рентабельным, а в годы максимального расцвета, в 1959—1965 годы, — высокорентабельным, получившим за это время 160 млн рублей прибыли, что составляло примерно 30 % прибыли всего Минречфлота. По итогам семилетки Ленское пароходство было награждено Орденом Трудового Красного Знамени.
Указом Президиума Верховного Совета СССР от 14 сентября 1966 года за досрочное выполнение заданий семилетнего плана по развитию речного транспорта и выдающиеся производственные успехи Иванову Павлу Никандровичу присвоено звание Героя Социалистического Труда с вручением ордена Ленина и золотой медали «Серп и Молот».
Руководил Ленским пароходством вплоть до 1969 года. Иванову принадлежит особая заслуга в создании современного Ленского судоходства, сыгравшего значительную роль в развитии экономики Якутии в период её стремительного роста в начале 1970-х годов.
В 1969 году вышел на пенсию и уехал из Якутии. Жил в городе Ростов-на-Дону. Скончался 28 октября 2002 года. Похоронен на Северном кладбище в городе Ростов-на-Дону.
Награждён орденами Ленина, Трудового Красного Знамени, «Знак Почёта», медалями.